# 공덕면
공덕면(孔德面)은 대한민국의 전북특별자치도 김제시 북부에 있는 면이다. 넓이는 29.23 km2이고, 인구는 2016년 12월 말 주민등록 기준으로 2,807 명이다. 면의 동쪽으로 백구면(白鷗面), 서쪽으로 청하면(靑蝦面), 남쪽으로 백산면(白山面), 북쪽으로 만경강을 사이에 두고 익산시와 이웃하고 있다.
마현(馬峴)·공덕(孔德)·동계(東溪)·황산(黃山)·회룡(回龍)·제말(梯末)·저산(楮山) 등 7개 법정리를 관할하며, 익산과 김제를 잇는 국도가 지난다. 면사무소는 마현리에 있고, 공덕 초등학교는 동계리에 있으며, 황강 초등학교는 황산리 인근 마현리 남단에 있다.

## 명칭 유래
1914년 4월 1일, 일제의 행정구역 개편으로 만경군의 동일도면·동이도면·북이도면을 병합하고, 당시 동이도면 공덕리에 있는 공덕저수지(공덕지)에서 이름을 따서 공덕면(孔德面)이라 하였다.

## 연혁
삼한시대에 마한에 속했던 지역으로, 백제시대에 내리아현(乃利阿縣), 남북국 시대와 고려시대에 이성현(利城縣), 조선시대에 만경현(萬頃縣)에 속하였다.
구한말에 만경군이었던 지역이 1914년 행정구역 개편에 따라, 만경군 동일도면[마현(馬峴)·남당(南塘)·내동(內東) 등 7개 리]·동이도면[회룡(回龍)·덕산·하방·등룡 등 19개 리]·북이도면(지성·저산·지수 등 8개 리) 등을 통합하여 김제군 공덕면으로 하였다.
1930년에 익산군 오산면 동자마을, 1973년에 남정리 일부를 공덕면 저산리에 각각 편입하였다. 1995년 1월 1일, 김제시와 김제군이 도농통합시로 통합·개편됨에 따라 김제시 공덕면이 되었다.

## 자연환경과 산업
만경강변을 따라 충적평야가 발달하고 남쪽은 구릉성의 얕은 산지로 되어 있다. 남쪽은 해발고도 20~30m의 쥐라기 대보화강암이 풍화된 적황색토이고, 북쪽과 동쪽으로는 만경강(萬頃江) 연안을 따라 충적토인 동계들·마현들·저산들·회룡들 등이 펼쳐져 있는 전형적인 평야지대이다. 이 지역은 만경강의 충적작용과 감조하천의 유역으로 넓은 간석지가 발달해 대부분 황무지였으나, 만경강 제방공사 이후 개간되어 미작(米作) 농업지대로 전환되었다. 이 개간 평야에는 현재도 하천의 범람을 제어하기 위한 팔련제수문(八連堤水門) 등 많은 수문이 있다. 면 남부의 구릉성 산지는 밭농사와 양잠, 과수원, 채소재배지 등으로 이용된다.
신전리 동북쪽에는 매처럼 생긴 매봉(찰뫼)이 있으며, 그 밖에 전답(田畓)이 아닌 산지는 야산(野山)이나 묘답(墓畓)에 나무를 심은 게 대부분이다. 농업을 주산업으로 하는 전형적인 도시근교 농촌으로, 전군(전주-군산)간 도로와 익산시로 통하는 도로가 발달해 도시 근교농업으로 고등채소재배가 활발하다. 주요 작물로는 쌀과 보리가 생산되고, 적황색토의 낮은 구릉지에서 양잠·원예 작물·채소가 재배된다. 특산품으로 시설 재배로 생산되는 방울토마토가 있고, 황토 구릉지를 이용하여 황토고구마를 비롯하여 포도·복숭아·배 등을 재배하여 소득을 올리고 있다.
문화재로는 전라북도 기념물 제106호인 공덕면의 은행나무가 있다. 문화유적은 마현리에 김해김씨 효열각, 황산리에 백룡정(白龍亭) 등이 있다.

## 행정 구역
| 법정리 | 행정리                       |
| ------ | ---------------------------- |
| 마현리 | 마현, 남당, 양반             |
| 황산리 | 동리, 서리, 신촌, 외항, 중촌 |
| 공덕리 | 공덕, 덕광, 송산, 존걸, 신전 |
| 동계리 | 동계, 남계, 농장, 송정       |
| 저산리 | 저성, 저동, 서원, 지수, 동자 |
| 제말리 | 제흥, 명천, 상조             |
| 회룡리 | 동촌, 서촌, 송지, 과덕       |

## 교육 기관
- 공덕초등학교
- 황강초등학교
- 벽성대학